# Eleutherodactylus caribe
Eleutherodactylus caribe là một loài ếch trong họ Leptodactylidae. Chúng là loài đặc hữu của Haiti.
Môi trường sống tự nhiên của chúng là rừng sú vẹt nhiệt đới hoặc cận nhiệt đới. Loài này đang bị đe dọa do mất môi trường sống.